# CHCH-DT
CHCH-DT est une station de télévision ontarienne indépendante située à Hamilton détenue par Channel Zero. Elle diffuse des nouvelles en continu toute la journée ainsi que des films et quelques séries américaines en soirée.

## Histoire
CHCH-TV a été lancée le 7 juin 1954 par Ken Soble en tant qu'affiliée privée du réseau CBC Television à partir de sa tour de transmission située dans l'arrondissement Stoney Creek. Durant ces années-la, toutes les stations de télé privées devaient être affiliées à CBC. CHCH s'est désaffiliée en 1961 et est devenue indépendante, et avec raison : le signal de CBLT Toronto se rend déjà à Hamilton. Les propriétaires de CHCH voulaient aussi produire plus d'émissions localement, plutôt que d'être forcés à diffuser des émissions de la CBC.
Malgré la formation en 1961 du réseau CTV par la plupart des stations canadiennes indépendantes, CHCH a opté de rester indépendante. Elle est devenue la première Super Station canadienne lorsqu'elle a été distribuée par Cancom (en) depuis le 1er janvier 1982 aux câblodistributeurs des régions éloignées qui n'avaient accès qu'à CBC.
CHCH produisait les émissions The Hilarious House of Frightenstein (en) (1971), Smith & Smith (en) (1979), Me & Max (en) (1985), les débuts de The Red Green Show (1991) et le jeu télévisé Party Game (en) (1970), qui étaient rediffusés en syndication sur d'autres stations canadiennes. Des matchs des Maple Leafs de Toronto et de la lutte WWF se retrouvaient aussi à l'horaire pour une courte période.
En 1990, Western International Communications (en) (WIC) a fait l'acquisition de CHCH. Bien que la station est distribuée partout en Ontario par câble, des réémetteurs ont été ajoutés en 1997 afin de couvrir le même territoire que CIII-TV (Global) et Baton Broadcast System (en) (BBS). WIC lui a donné le nom ONtv (pour Ontario Television) afin de refléter les noms spéciaux tels que BCTV, ITV et RDTV (en). Le bulletin de nouvelles qui était depuis des années concentré sur le marché de Hamilton a changé de direction pour couvrir l'Ontario au complet, mais ce changement est devenu impopulaire et une baisse de cotes d'écoutes a été remarquée. ONtv diffusait aussi l'émission de nouvelles Canada Tonight (en) produit par BCTV jusqu'en 2001, aussi propriété de WIC.
En 2000, Canwest a fait l'acquisition des effectifs télévision de WIC. Puisque le réseau Global rejoint déjà le marché de Hamilton, Canwest a donné à CHCH le nom de CH Hamilton dès le 12 février 2001 et conséquemment la création du système de télévision CH en septembre. Le réseau secondaire de Canwest permettait de faire l'acquisition de séries américaines supplémentaires et de maximiser les occasions de substitution simultanée sur le câble. Les nouvelles locales ont de nouveau fait focus sur le marché de Hamilton et Niagara.
Le réseau CH devient E! Canada le 7 septembre 2007 après une entente avec Comcast. À la suite d'ennuis financiers à l'automne 2008, le département des nouvelles a été réduit, incluant les présentateurs de longue date. En janvier 2009, Global Toronto annule son émission matinale et diffuse en simultané l'émission matinale CHCH Morning Live sur ses ondes.
Éprouvant de nombreux problèmes financiers, Canwest a annoncé le 5 février 2009 de mettre fin aux activités de ses stations du groupe E!, incluant CHCH, pour le 31 août 2009. Le 30 juin 2009, Channel Zero a fait l'acquisition de CHCH Hamilton ainsi que de CJNT Montréal pour la somme de 12 $. La transaction a été approuvée par le CRTC le 28 août. Channel Zero a pris contrôle de CHCH le matin du 31 août et a adopté une programmation de nouvelles toute la journée et des films en soirée et durant la nuit ainsi que des infopublicités. Des émissions de divertissement ont été ajoutés, dont Let's Get It On (MMA) et This Movie Sucks! (en).
En septembre 2010, CHCH fait l'acquisition des émissions américaines de CKXT Toronto en préparation à leur changement de format vers Sun News Network. Un changement de logo est aussi dévoilé, ressemblant à son logo multi couleur original des années 1960 à 1980.

## Nouvelles
CHCH produit 84 heures de nouvelles locales par semaine, supérieur à n'importe quelle station conventionnelle au Canada et aux États-Unis.

## Télévision numérique terrestre et haute définition
Un signal numérique haute définition a été mis en ondes le 18 avril 2008 au canal 18 (virtuel 11.1) à Hamilton par son prédécesseur, Canwest.
Lors de l'arrêt de la télévision analogique et la conversion au numérique qui a eu lieu le 31 août 2011, CHCH a mis fin à la diffusion en mode analogique du canal 11 le 15 août 2011 et la diffusion en numérique est passé au canal 11 quelques minutes plus tard.
Les réémetteurs situés à Ottawa, London sont aussi passés au numérique, se retrouvant dans un secteur à conversion obligatoire.
Puisque la conversion au numérique exigeait l'évacuation des positions 52 à 69, le réémetteur de Muskoka qui se retrouvait au canal 67 et a dû être converti au numérique.